# حمله به سفارت بریتانیا در تهران
حمله به سفارت بریتانیا در تهران در سه‌شنبه ۸ آذر ۱۳۹۰ توسط برخی از بسیجیان که صورت گرفت. این افراد وارد ساختمان سفارت شدند، پرچم بریتانیا را پایین کشیدند و بعضی مدارک را از درون ساختمان سفارتخانه به بیرون پرتاب کردند. در اقدامی مشابه و در حمله به باغ سفارت بریتانیا در منطقه قلهک، ۶ کارمند انگلیسی به گروگان گرفته شدند که پس از چند ساعت و با حضور پلیس دیپلماتیک آزاد شدند.
جلوگیری از انتقال اسناد محرمانه توسط مردم به خارج از ایران و مشکلات حقوقی در مورد اسناد مالکیت باغ قلهک از مسائل مهمی بود که در مشکلات به وجود آمده نقش اساسی داشت. قبل از وقوع حادثه سرویس مخفی بریتانیا (ام آی سیکس)از وقوع حادثه باخبر شده بود.
علی‌رغم حضور مأموران امنیتی تجمع‌کنندگان به ساختمان سفارت بریتانیا سنگ و کوکتل مولوتف پرتاب نمودند و پس از هجوم به دفاتر سفارت، برخی مدارک را به پایین پرتاب کردند. دانشجویان پس از ورود به ساختمان سفارت بریتانیا در خیابان فردوسی تهران پرچم این کشور را پایین کشیده و آن را آتش زدند و به جای آن پرچم ایران را بر سر در سفارت بریتانیا به اهتزاز درآوردند.

خبرگزاری‌های نزدیک به دولت جمهوری اسلامی از حمله کنندگان به سفارت بریتانیا با نام «دانشجویان دانشگاه‌های تهران» و «دانشجویان بسیجی» یاد کرده و حملهٔ آن‌ها را خودجوش و برنامه‌ریزی نشده می‌دانند. اما از سوی دیگر ناظران غربی معتقدند که با توجه به هم‌زمان بودن حمله‌ها به دو ساختمان دیپلماتیک بریتانیا در دو نقطهٔ متفاوت تهران، بسیار بعید است که این اقدام بدون اطلاع حکومت و در راستای حمایت از منافع سیاسی یا جناحی حاکمیت نباشد.
دانشجویان بسیجی اهدافشان را از این حرکت، «اعتراض به دست داشتن احتمالی دولت‌های غربی در قتل مجید شهریاری» و حمایت از مصوبه مجلس جمهوری اسلامی ایران در کاهش سطح روابط دیپلماتیک، دانسته‌اند. پس از تعطیلی سفارت‌های دو کشور در پایتخت‌های یکدیگر، سفارت سوئد در تهران حافظ منافع دولت بریتانیا و در مقابل سفارت عمان در لندن، حافظ منافع دولت ایران است. در روایتی که یکی از دانشجویان مهاجم منتشر کرد نوشت که در حالی که نمی‌دانسته‌اند با اتوبوس دارند به کجا منتقل می‌شوند به باغ قلهک برده شده‌اند. او همچنین گفت پس از آنکه مدتی از ورود آن‌ها به اقامتگاه سفیر گذشت، نیروهای پلیس وارد شده، آن‌ها را با باتوم زده و دستگیر کرده‌اند.
برخی از کارشناسان ایرانی، از جمله محمود احمدی‌نژاد رئیس‌جمهور وقت، بر این باور اند که این حمله عمدی و با هماهنگی بریتانیا صورت گرفته‌است و از پیش‌طراحی‌شده بوده‌است.

## واکنش‌های بین‌المللی

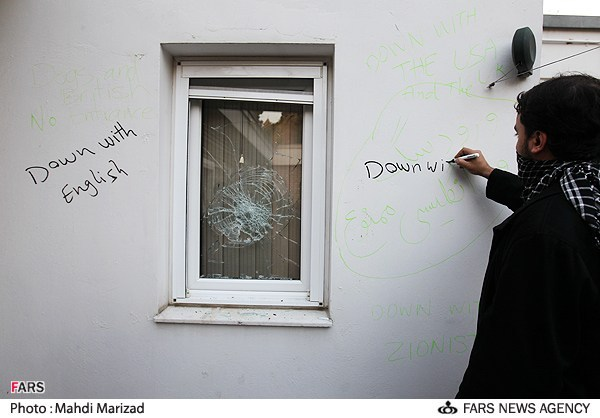
شعار نویسی روی دیوار سفارت، به زبان فارسی و انگلیسی

- در پی این رویداد، سخنگوی وزارت امور خارجه بریتانیا این حرکت را به شدت محکوم کرد و گفت:

شمار قابل توجهی از معترضان امروز به سفارت بریتانیا در تهران یورش برده و به تخریب سفارت اقدام کرده‌اند.
وضعیت در حال حاضر ثابت نیست و همچنان جزئیات بیشتری در این باره در حال انتشار است.
ما به شدت از این اقدام خشمگین هستیم. چنین اقدامی به هیچ عنوان قابل توجیه نیست و ما آن را محکوم می‌کنیم.
بر اساس قوانین بین‌الملل از جمله معاهده ژنو، حکومت ایران وظیفه روشنی برای حفاظت از دیپلماتها و سفارتهای کشورهای خارجی در ایران دارد و ما انتظار داریم به سرعت برای کنترل شرایط و تضمین امنیت کارمندان و سفارت ما اقدام کنند.

دولت بریتانیا متقابلاً دستور تعطیلی سفارت ایران در بریتانیا را صادر کرد و تمامی دیپلمات‌های ایرانی را موظف کرده‌است، خاک بریتانیا را سریعاً ترک نمایند. ویلیام هیگ در این خصوص گفت:

دولت‌های فرانسه و آلمان هم به زودی در واکنش به حمله به سفارت بریتانیا، اقدامات دیپلماتیک جدی انجام خواهند داد و ما بعد از تأمین امنیت کارکنانمان در سفارت بریتانیا در تهران، به دنبال اقدامات سختگیرانه‌تری در واکنش به رفتار شنیع و شرم‌آور ایرانی‌ها خواهیم بود. هر چند این اقدام ایران بسیار غیرقابل قبول است اما تعطیلی سفارت خانه‌های هر دو کشور در خاک یکدیگر به معنای قطع کامل روابط دیپلماتیک نیست و در آینده هر زمان که مناسب باشد در قالب گروه ۱+۵ یا در قالب سازمان‌های بین‌المللی با دولت ایران به خصوص دربارهٔ برنامهٔ هسته‌ای اش گفتگو خواهیم کرد. 
- باراک اوباما، دیوید کامرون، اتحادیه اروپا، شورای امنیت سازمان ملل متحد،[۹] بان کی مون،[۱۵] دولت‌های چین، روسیه،[۹] کانادا،[۱۶] سوئد و دانمارک نیز در بیانیه‌هایی جداگانه این حرکت را محکوم کردند.[۳]
- دولت‌های آلمان، فرانسه، ایتالیا و هلند سفیران خود را برای مشورت و به منظور ابراز همبستگی با دولت بریتانیا از تهران فراخوانده‌اند.[۱۷] وزیر امور خارجهٔ ایتالیا گفته‌است:  به دلیل کوتاهی ایران در حفاظت از سفارت بریتانیا و نگرانی از امنیت کارکنان سفارت‌مان در تهران ممکن است ایتالیا سفارت‌اش را در تهران تعطیل کند.[۱۸]
- دولت نروژ به دلیل هجوم شبانگاهی تعدادی از معترضان و دانشجویان به سفارت بریتانیا و نگرانی از امنیت کارکنان خود، سفارت‌اش را در ایران به مدت یک روز بست.[۱۹] اما بار دیگر آن را بازگشایی کرد.
- فنلاند نیز سفیر ایران را احضار کرد.[۲۰]
- اسپانیا سفیر جمهوری اسلامی ایران در مادرید را احضار کرد و در بیانیه‌ای از مقامات دولت ایران خواست در خصوص حملهٔ گروهی از دانشجویان به سفارت بریتانیا و مجتمع مسکونی دیپلمات‌های بریتانیایی در قلهک تحقیق کنند، به دولت بریتانیا بابت خسارت وارده غرامت دهند و عاملان این حرکت را محاکمه کنند.
- در ۱۰ آذر ۱۳۹۰ گروهی از دیپلماتها و سفرای خارجی که بشترشان عضو اتحادیه اروپا هستند (بالغ بر ۲۰ کشور) از باغ قلهک بازدید کردند. ظاهراً این اقدام دیپلمات‌ها با هدف هم‌بستگی با جامعهٔ بین‌المللی و حمایت از کارکنان سفارت بریتانیا در تهران که با حملهٔ اخیر ناگزیر به ترک سفارت‌خانه شدند، صورت گرفته‌است.[۲۱]

| نام                     | سمت                             | کشور نهاد           | واکنش |
| ----------------------- | ------------------------------- | ------------------- | --- |
| دیوید کامرون            | نخست وزیر انگلیس                | بریتانیا            | در مورد عواقب حمله به سفارت این کشور در تهران به جمهوری اسلامی هشدار می‌دهم. این موضوع برای ایران پیامدهای جدی خواهد داشت. ناتوانی دولت ایران در جلوگیری از حمله به دیپلمات‌ها و سفارت بریتانیا شرم‌آور است.                                                                                                  |
| ویلیام هگ               | وزیر امور خارجه انگلیس          | بریتانیا            | بریتانیا دولت ایران را به دلیل «ناتوانی» در اتخاذ تمهیدات کافی برای حفاظت از سفارت این کشور در تهران مسئول می‌داند. |
| کاترین اشتون            | مسئول سیاست خارجی اتحادیه اروپا | اتحادیه اروپا       | از حمله به سفارت و کنسولگری بریتانیا در تهران به شدت ابراز نگرانی کرده و آن را حمله‌ای کاملاً غیرقابل قبول خوانده‌است. |
| باراک اوباما            | رئیس‌جمهور آمریکا                | ایالات متحده آمریکا | حمله به سفارت بریتانیا در تهران را محکوم می‌کنم و از ایران می‌خواهم به تعهدات بین‌المللی اش در این زمینه عمل کند. |
| جی کارنی                | سخنگوی کاخ سفید                 | ایالات متحده آمریکا | کاخ سفید با بریتانیا روابط تنگاتنگ دارد و آماده‌است تا در زمان‌های دشوار به کمک متحد خود بشتابد. |
| وزارت امور خارجه آلمان  | سخنگوی وزارت خارجه آلمان        | آلمان               | حمله گروه‌های هوادار حاکمیت ایران به ساختمان سفارت بریتانیا در تهران را محکوم می‌کنیم. دولت ایران باید بدون اما و اگر به وظایف خود در حراست از سفارت بریتانیا عمل نماید. |
| جولیو ترزی              | وزیر خارجه ایتالیا              | ایتالیا             | به دلیل کوتاهی ایران در حفاظت از سفارت بریتانیا و نگرانی از امنیت کارکنان سفارت‌مان در تهران ممکن است ایتالیا سفارت‌اش را در تهران تعطیل کند. ایتالیا در اقدامی دیگر نمایندهٔ سفارت ایران در رم را احضار و اعتراض کشورش را در این خصوص به او ابلاغ کرد.                                                       |
| وزارت امور خارجه فرانسه | سخنگوی وزارت امور خارجه فرانسه  | فرانسه              | در ابتدا سفیر خود را از سفارت‌اش در تهران به دلیل ابراز هم‌بستگی با بریتانیا فراخواند و در ادامهٔ اعتراض خود به حملات صورت گرفته، موقتاً تعدادی از اعضای دیپلمات‌های سفارت خود به همراه اعضای خانواده‌شان را به دلیل نگرانی از تأمین امنیت این کادر، از تهران فراخواند.                                          |
| شورای امنیت             | شورای امنیت سازمان ملل متحد     | سازمان ملل متحد     | این حمله از سوی شورای امنیت سازمان ملل محکوم شد. |
| بان کی‌مون               | دبیرکل سازمان ملل متحد          | سازمان ملل متحد     | بان کی مون از حمله به سفارت انگلیس در دیدار با صالحی ابراز تاسف و نگرانی کرد. |
| چین                     | دولت چین                        | چین                 | حمله به سفارت با قوانین و معیارهای بین‌المللی مغایر است و باید به گونه‌ای مناسب با آن‌ها برخورد شود. |
| روسیه                   | دولت روسیه                      | روسیه               | قصد خروج دیپلمات‌های خود از تهران را ندارد و با دامن زدن به تنش بر سر مسائل ایران مخالف است. مقامات ایران باید دربارهٔ حمله به سفارت انگلیس در تهران تحقیقات انجام دهند. |
| کانادا                  | دولت کانادا                     | کانادا              | دولت کانادا حمله به سفارت بریتانیا را محکوم کرد. |
| سوئد                    | دولت سوئد                       | سوئد                | این حمله از سوی دولت سوئد محکوم شد. |
| دانمارک                 | دولت دانمارک                    | دانمارک             | از سوی دولت دانمارک این حمله محکوم شد. |
| وزارت امور خارجه نروژ   | وزارت امور خارجهٔ نروژ           | نروژ                | نروژ سفارت خود را به مدت یک روز در تهران به دلایل امنیتی بست اما مجدداً آن را باز گشایی کرد. |
| اسپانیا                 | دولت اسپانیا                    | اسپانیا             | در بیانیه‌ای از مقامات دولت ایران خواسته‌است در خصوص حملهٔ گروهی از دانشجویان به سفارت بریتانیا و مجتمع مسکونی دیپلمات‌های بریتانیایی در قلهک تحقیق کنند، به دولت بریتانیا بابت خسارت وارده غرامت دهند و عاملان این حرکت را محاکمه کنند.                                                                       |
| اتحادیه اروپا           | وزرای خارجهٔ اتحادیه اروپا       | اتحادیه اروپا       | با انتشار بیانیه‌ای حملهٔ دانشجویان تندرو به سفارت بریتانیا و هم‌چنین تصمیم مجلس ایران در خصوص اخراج سفیر بریتانیا را، اکیداً محکوم کردند. آن‌ها هم‌چنین در این بیانیه اقدام ایران علیه بریتانیا را اقدامی علیه کلیه اعضای اتحادیه اروپا تلقی کرده‌اند. اتحادیه اروپا در حال بررسی احتمال قطع رابطه با ایران است. |
| دامنییک چیلکات          | سفیر سابق بریتانیا در تهران     | بریتانیا            | کاملاً روشن است یورش و غارت سفارت بریتانیا تحت حمایت حکومت جمهوری اسلامی ایران بوده‌است. ایران از آن دست کشورهایی نیست که عده‌ای به صورت سازمان نیافته تظاهرات و سپس به سفارتی خارجی حمله کنند. |

## واکنش‌های دولت ایران
موضع‌گیری مقامات جمهوری اسلامی ایران در خصوص حرکت عده‌ای از دانشجویان بسیار متفاوت بوده‌است. گروهی آن را واکنشی به رفتارهای نابه‌هنجار دولت بریتانیا اعلام کرده‌اند و گروهی دیگر به صراحت با این اقدام مخالفت کرده‌اند و آن را اقدامی برخلاف منافع ملی ایران و اقدامی به نفع دولت بریتانیا قلمداد نموده‌اند. با این وجود هم‌چنان دولت ایران مصرّانه معتقد است در سازماندهی حملهٔ دانشجویان معترض به سیاست‌های بریتانیا نقشی نداشته‌است و از هجوم تعدادی از دانشجویان تندرو به سفارت بریتانیا متأسف است. همچنین وزارت امور خارجهٔ ایران در بیانیه‌ای به جامعهٔ بین‌المللی متعهد شده‌است از جان دیپلمات‌های خارجی مقیم تهران محافظت به عمل آورد.

دولت ایران اقدام بریتانیا در تعطیلی سفارت خانه‌اش در لندن و اخراج تمامی کارکنان سفارت‌خانه را عملی انفعالی و شتابزده، قلمداد کرده‌است و گفته‌است: 
ایران هم متقابلاً اقدام‌های لازم را در این خصوص انجام خواهد داد و مسئولیت حفاظت از اموال و اماکن دیپلماتیک جمهوری اسلامی ایران بر عهدهٔ دولت انگلیس است.
| نام                                                                                             | سمت                                       | واکنش |
| ----------------------------------------------------------------------------------------------- | ----------------------------------------- | --- |
| علی خامنه‌ای                                                                                     | رهبر جمهوری اسلامی ایران                  | در قضیه اخیر اشغال آن سفارت خبیث [انگلیس]، احساسات جوانان درست بود ولی رفتنشان [به داخل سفارتخانه] درست نبود. من اجتماعات دانشجویی را تأیید می‌کنم، اما با تندروی در این اجتماعات مخالفم. |
| وزارت امور خارجه ایران                                                                          | وزارت امور خارجه ایران                    | در پی تجمع اعتراض‌آمیز دانشجویان در مقابل سفارت انگلیس در تهران که منجر به تظاهرات خارج از کنترل گردید، وزارت امور خارجه جمهوری اسلامی ایران از برخی رفتارهای غیرقابل قبول معدودی از معترضین که علی‌رغم تلاش نیروی انتظامی و تقویت نیروهای حفاظت‌کننده از سفارت صورت پذیرفت، ابراز تاسف نموده و از مسئولین امر خواسته شده‌است تا اقدامات و بررسی‌های فوری و ضروری در این رابطه به عمل آورند. |
| علی لاریجانی                                                                                    | رئیس قوه مقننه                            | روز گذشته عدهای از دانشجویان که از رفتار انگلیس به خشم آمده بودند در مقابل سفارت تجمع کرده و برخی نیز به آن وارد شدند. این خشم که نمادی از فضای افکار عمومی در کشور است به دلیل چندین دهه ظلم انگلیس به ملت ایران بود. |
| علاء الدین بروجردی                                                                              | رئیس کمیسیون امنیت ملی و سیاست خارجی مجلس | عواقب تعطیلی سفارت ایران در لندن گریبانگیر دولت انگلیس است آنچه که در روز گذشته در تهران رخ داد، در مقایسه با حادثه سال ۵۹ در لندن که سفارت کشورمان در آن حادثه توسط عوامل اسرائیل ۶ روز اشغال شده و ۲ نفر هم در جریان این اقدام کشته شدند، ناچیز بود. |
| دفتر تحکیم وحدت، جنبش عدالتخواه دانشجویی، انجمن اسلامی دانشجویان مستقل و جامعه اسلامی دانشجویان | نماینده ۴ جنبش دانشجویی دانشگاه‌های ایران  | این ۴ جنبش که حامی حکومت ایران هستند با انتشار بیانیه‌ای اعلام کردند که بریتانیا به دلیل «شیطنت و فتنه‌گری» لیاقت داشتن رابطه با ایران را ندارد و سفیرش باید زودتر از این‌ها اخراج می‌شد. بریتانیا باید هنوز منتظر ضربات محکم‌تری باشد. |
| شورای متحصنین سفارت انگلیس                                                                      |                                           | در بیانیه‌ای مسئولیت حمله به سفارت بریتانیا را بر عهده گرفته‌اند و آن را یک حرکت خودجوش دانشجویی و فارغ از تأثیرات نهادهای دولتی و غبر دولتی توصیف کرده‌اند. در این بیانه شورای متحصنین کسانی که این اقدام را کاری به دور از منطق و تفکر دانشجویی دانسته‌اند، را مورد انتقاد قرار داده‌است.                                                                                                  |
| مجمع مدرسین و محققین حوزهٔ علمیه قم                                                              | تشکل اصلاح‌طلب                             | این حرکت غیر مسئولانه برآمده از خواست عموم ملت ایران نبوده و جمعیت عظیم دانشجویان در آن نقشی نداشته‌اند. این حمله که بر خلاف عهدنامه وین است، اعتبار ایرانیان را در جهان مخدوش کرده‌است. |
| ۲۳۱ نفر از ایرانیان مخالف فعال جنگ                                                              |                                           | حمله به سفارت بریتانیا توسط شبه نظامیان حکومتی، برخی مسئولان و عوامل بسیج دانشجویی، انزوای بیش‌تر بین‌المللی، تشدید تحریم‌ها و تنش‌آفرینی‌های بین‌المللی نظام جمهوری اسلامی ایران گام بلندی برای کشیدن مردم این سرزمین به جنگی ناخواسته است. |

## اخراج دیپلمات‌های ایرانی از بریتانیا
بعد از مهلت ۴۸ ساعته بریتانیا به دیپلمات‌های ایرانی برای ترک خاک این کشور، تمامی کارکنان سفارت‌خانه ایران در لندن با یک پرواز و در ساعت ۲:۴۰ بامداد روز شنبه ۳ دسامبر ۲۰۱۱ وارد فرودگاه مهرآباد شدند.

## عوامل
محمود احمدی‌نژاد رئیس‌جمهور وقت ایران، بر این باور است که انگلیس در جریان این حمله بوده‌است و هدف آن‌ها از این حمله، بسترسازی برای پذیرش تحریم‌های نفت و بانک مرکزی به بهانهٔ برنامهٔ هسته‌ای بوده‌است، او دلیلش را این میداند که اتحادیهٔ اروپا تا پیش از این ماجرا حاضر به پذیرش این تحریم‌ها نشده‌بود اما پس از این حمله تحریم‌ها را پذیرفت و به اجرا گذاشت. احمدی‌نژاد مدعی است که یک هفته پیش از حمله، سفیر انگلیس در جلسهٔ هماهنگی با سفیران اروپایی خبر داده‌بود که هفتهٔ دیگر اتفاقی در تهران خواهد افتاد که ورق به نفع آمریکا و انگلیس برخواهد گشت. وی همچنین می‌گوید که در برقی سفارت باز بوده‌است و حافظهٔ رایانه‌های سفارت از پیش خالی شده‌بوده‌است و این نشان می‌دهد بریتانیا در جریان بوده‌است.

## درخواست غرامت بریتانیا از ایران
در ادامه واکنش‌ها نسبت به حمله به مجموعهٔ سفارتخانه‌های بریتانیا در تهران، مقامات لندن بالغ بر یک میلیون پوند از جمهوری اسلامی ادعای خسارت کردند و گفتند که لندن این مبلغ را از تهران به عنوان غرامت ادعا خواهد کرد. دلیل هنگفت بودنِ این میزان خسارت نیز، تخریب، انهدام و ربوده شدن مواردی چون تابلوهای نقاشی ارزشمند، فرش، مبلمان، جواهرات، اشیای قیمتی، دستگاه‌های الکترونیک و چند خودروی اداری ذکر شد. دولت انگلیس سیاهه‌ای از مشخصات نقاشی‌هایی که در جریان حمله به سفارت در تهران نابود شدند را منتشر کرد، باارزش‌ترین اثر هنری نابود شده، تابلوی نقاشی به ارزش یک میلیون پوند مربوط به چهره فتحعلی شاه، دومین پادشاه سلسله قاجار است. این نقاشی رنگ روغن به ابعاد یک و نیم متر را شخص پادشاه ایران در اوایل سده نوزده میلادی به سفیر وقت انگلیس در کشورش اهداء کرده بود، کار تکمیل این تابلوی نقاشی در سال ۱۸۲۳ میلادی به پایان رسید. این تابلو فقط یکی از شش آثار هنری است که در جریان یورش به سفارت نابود شد.
هم چنین خسارت‌های وارده نه تنها ساختمان سفارت بریتانیا و محل سکونت دیپلمات‌ها در مجتمع قلهک را در برمی گیرد، بلکه شامل آسیب به مدارس بین‌المللی و مدرسه آلمانی‌ها واقع در مجتمع قلهک که پس از حمله بسته شدند، نیز می‌شود.
بعد از روی کار آمدن دولت یازدهم ایران و تمایل دولت جدید ایران و بریتانیا به تنش‌زدایی، ایران و بریتانیا توافق کردند ضمن بازگشایی مجدد سفارت‌هایشان، خسارت‌هایی که به ساختمان سفارت بریتانیا و اموال موجود در آن وارد شده‌است، از جانب ایران جبران شود. حصول توافق هسته‌ای ژنو از جمله محرک‌هایی به‌شمار می‌رود که در وقوع این سلسله توافقات مؤثر بوده‌است. مجید تخت روانچی، معاون وقت آمریکا و اروپای وزارت امور خارجه ایران نیز پرداخت غرامت را تأیید کرد ولی اظهار داشت هیچ‌گونه عذرخواهی صورت نخواهد گرفت.
سفارت انگلیس نهایتاً با سفر فیلیپ هاموند در تاریخ ۱ شهریور ۱۳۹۴ به شکل رسمی بازگشایی شد.

## پرداخت خسارت
به گفته احمد مازنی، نماینده مجلس، برای جبران خسارت های ناشی از این حمله ‌«۲۷میلیارد تومان هزینه خودسری عوامل خودسر از جیب ملت پرداخت شده». او گفته این مبلغ که معادل ۱ میلیون و ۳۰۰ هزار پوند بوده، برای ترمیم چند اثر هنری که در جریان حمله به سفارت بریتانیا تخریب شده بودند، پرداخت شده است.
اما محمدجواد ظریف، وزیر خارجه ایران، این اظهارات را تکذیب کرد و گفت هنوز «برای پرداخت غرامت در موضوع سفارت انگلیس در تهران، هیچ گونه اقدام و مذاکره‌ای نداشته‌ایم».‌به گفته وی تهران و لندن «باید درباره جزئیات این موضوع مذاکره کنند»، اما هنوز هیچ مذاکره‌ای در این زمینه انجام نشده است.

## نگارخانه

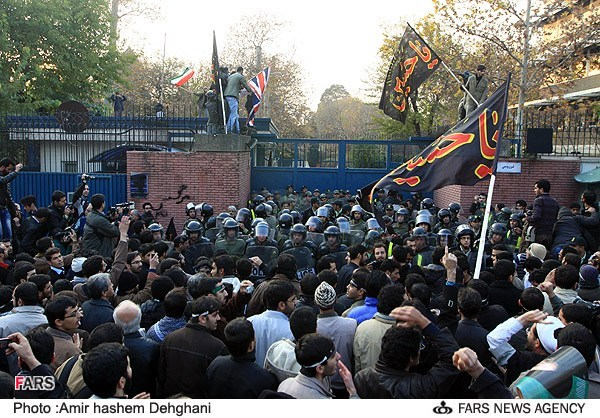
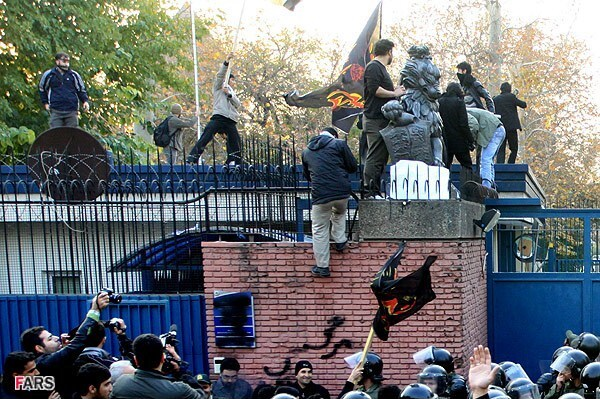
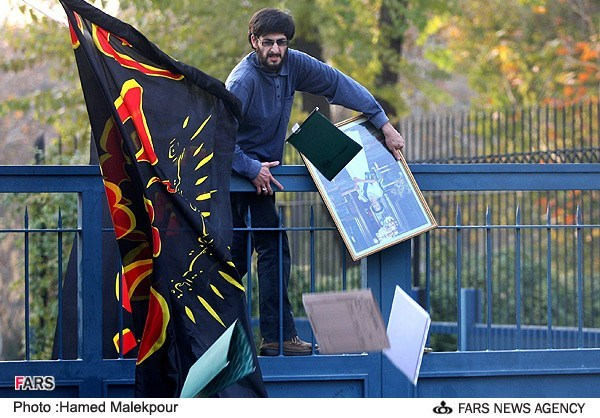
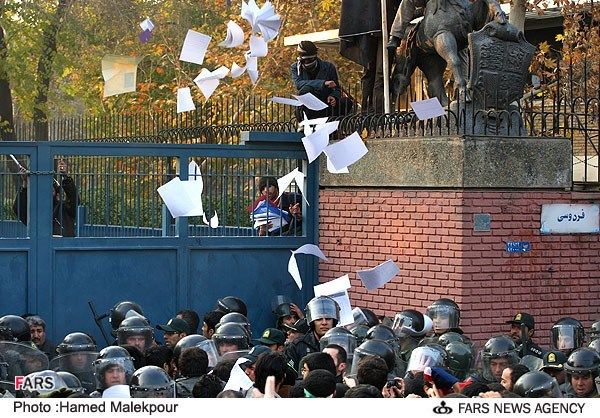
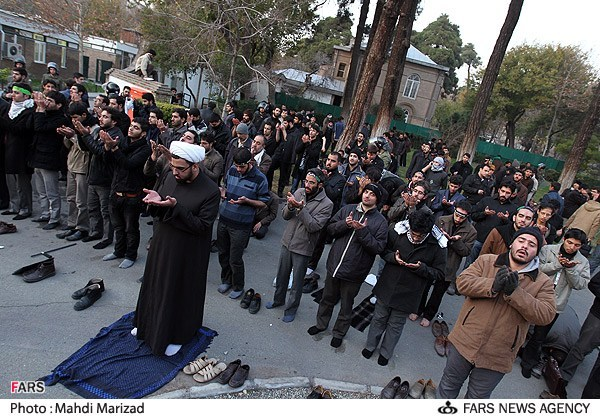
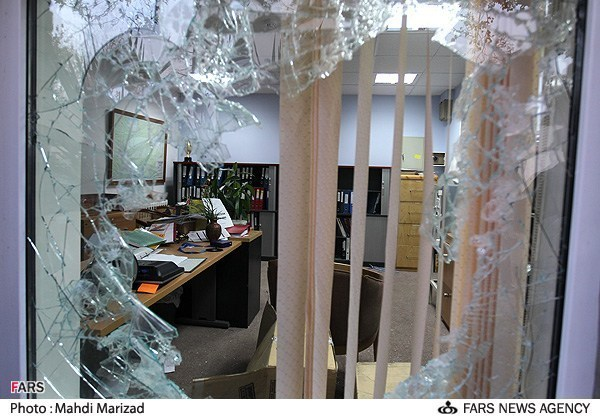
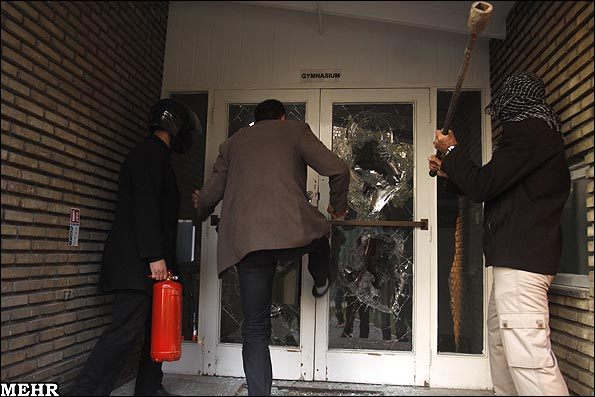
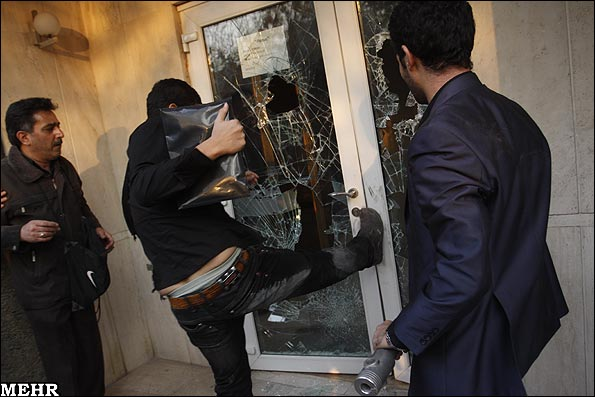
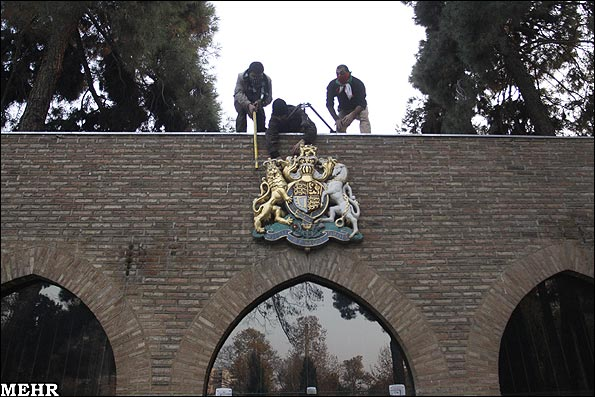